# Mandiso
Mandiso è una città e comune del Madagascar situata nel distretto di Tolagnaro, regione di Anosy. 
La popolazione del comune rilevata nel censimento 2001 era di 5 622 unità.